# Lygodium heterodoxum
Lygodium heterodoxum är en ormbunkeart som beskrevs av Kze. Lygodium heterodoxum ingår i släktet Lygodium och familjen Lygodiaceae. Inga underarter finns listade.